# Episodi di Rick and Morty (sesta stagione)
La sesta stagione della serie animata Rick and Morty, composta da 10 episodi, è stata trasmessa negli Stati Uniti, da Adult Swim, dal 4 settembre all'11 dicembre 2022.
In Italia la stagione è stata pubblicata dal servizio di video on demand Netflix, dal 1º dicembre 2022 al 1º febbraio 2023. La stagione era inizialmente prevista per il 5 settembre 2022.
| nº | Titolo originale                           | Titolo italiano                     | Prima TV USA      | Pubblicazione Italia |
| -- | ------------------------------------------ | ----------------------------------- | ----------------- | -------------------- |
| 1  | Solaricks                                  | Solaricks                           | 4 settembre 2022  | 1º dicembre 2022     |
| 2  | Rick: A Mort Well Lived                    | Rick: una vita di Morty ben vissuta | 11 settembre 2022 | 1º dicembre 2022     |
| 3  | Bethic Twinstinct                          | Bethic Instinct                     | 18 settembre 2022 | 1º dicembre 2022     |
| 4  | Night Family                               | La famiglia della notte             | 25 settembre 2022 | 1º dicembre 2022     |
| 5  | Final DeSmithation                         | Final DeSmithation                  | 2 ottobre 2022    | 1º dicembre 2022     |
| 6  | JuRicksic Mort                             | JuRicksic Park                      | 9 ottobre 2022    | 1º dicembre 2022     |
| 7  | Full Meta Jackrick                         | Full Meta Jackrick                  | 20 novembre 2022  | 1º febbraio 2023     |
| 8  | Analyze Piss                               | Terapia e pipì                      | 27 novembre 2022  | 1º febbraio 2023     |
| 9  | A Rick in King Mortur's Mort               | Un Rick alla corte di re Mortù      | 4 dicembre 2022   | 1º febbraio 2023     |
| 10 | A Ricktional Mortpoon’s Rickmas Mortcation | Un Natale Ricksplosivo              | 11 dicembre 2022  | 1º febbraio 2023     |

## Solaricks
- Titolo originale: Solaricks
- Diretto da: Jacob Hair
- Scritto da: Albro Lundy

### Trama
Salvato dalle rovine della Cittadella dalla Beth dello spazio, Rick tenta di ripristinare le impostazioni della sua "sparaporte", ma accidentalmente manda lui, Morty e Jerry nelle loro dimensioni originali. Mentre Summer e le due Beth tornano alla Cittadella per recuperare i loro familiari, Rick viene mandato nella Dimensione C-137, dove apprende che anche l'assassino di Diane e Beth, nonché originale Rick di Morty, è stato trasportato nella sua dimensione di provenienza. Rick interrompe il piano di recupero per salvare Morty, che è stato inviato nel mondo dei Cronenberg; qui Jerry lo informa che Beth e Summer sono morte e abbandona Morty per andare avanti completamente. Insieme, Rick e Morty affrontano Rick Prime ma lui scappa mentre Morty convince Rick a salvare invece il resto della famiglia. Tuttavia, una volta che gli Smith prendono Jerry e tornano a casa, si confrontano con Jerry di quella dimensione, che libera inconsapevolmente un alieno parassita di nome Mr. Gommolo che infetta rapidamente tutta la materia sulla Terra e costringe la famiglia a trasferirsi in un'altra dimensione sostitutiva dove sono morti tutti i loro duplicati. Rick Prime ritorna sul suo pianeta natale, dove uccide Jerry dopo che questi rifiuta un'offerta di collaborare per dare la caccia a Rick e Morty.
- Guest star: Kari Wahlgren (D.I.A.N.E.)
- Ascolti USA: telespettatori 659.000[6]

## Rick: una vita di Morty ben vissuta
- Titolo originale: Rick: A Mort Well Lived
- Diretto da: Kyounghee Lim
- Scritto da: Alex Rubens

### Trama
Morty rimane intrappolato nel gioco di realtà virtuale Roy, quando dei terroristi alieni, ispirati a Die Hard, attaccano la sala giochi "Blips and Chitz" e causano un temporaneo blackout: la sua identità finisce così suddivisa tra i cinque miliardi di PNG del gioco. Rick entra nel gioco, vestendo i panni del protagonista Roy, per cercare di convincere i PNG che fanno parte di Morty. Rick costruisce milioni di astronavi, pianificando di portare tutti i frammenti al limite della mappa, il che resetterà il gioco e permetterà a Rick e Morty di uscire. Tuttavia Rick deve affrontare la resistenza di molti frammenti di Morty, alcuni dei quali entrano in guerra tra loro. Un frammento individualista, Marta, negozia con Rick: convincerà gli altri frammenti Morty ad andarsene a una condizione non detta. Nel frattempo Summer elimina uno a uno i terroristi guidati da Chans. Chans spiega che tutte le specie sapienti sviluppano la mitologia di Die Hard e che lui è un esperto che ha scritto diversi libri al riguardo. Summer legge uno dei libri di Chans, poi lo sconfigge con una pistola attaccata alla schiena, proprio mentre Rick e Morty scappano dal gioco. Rick paga un dipendente di "Blips e Chitz" per portare in magazzino la macchina di Roy ancora funzionante, lasciando Marta all'interno.
- Guest star: Peter Dinklage (Chans)
- Ascolti USA: telespettatori 600.000[7]

## Bethic Instinct
- Titolo originale: Bethic Twinstinct
- Diretto da: Douglas Einar Olsen
- Scritto da: Anne Lane

### Trama
La Beth spaziale torna per celebrare il Giorno del ringraziamento. Lei e Beth si legano a una bottiglia di vino venusiano che la Beth spaziale aveva riportato da Venere. Alla fine il loro flirt casuale si trasforma in una vera e propria storia d'amore. Summer e Morty se ne accorgono, ma cercano di ignorarla, giocando a videogiochi alieni "realistici". Rick deduce la relazione e dice a Beth che una volta ha fatto qualcosa di simile e deve stare attenta a ciò che questo potrebbe causare alla famiglia. Summer e Morty si preoccupano per Jerry, il quale in precedenza aveva affermato che si sarebbe ucciso se Beth lo avesse tradito. Quando la Beth spaziale ammette la relazione, Jerry reagisce chiudendosi a palla come un onisco (un sistema di difesa emotiva che Rick ha costruito per lui mentre erano entrambi ubriachi). Entrambe le Beth chiedono a Rick di cancellare i loro ricordi della relazione. Jerry lo sente ed esce dal suo guscio per fermare la cancellazione, ma dice che sta lasciando Beth. La Beth spaziale si rende conto che Jerry è solo sconvolto dal fatto che la relazione sia avvenuta a sua insaputa. Con il pieno consenso di Jerry, lui e le Beth fanno una cosa a tre, con disgusto di Summer e Morty. Dopo che la Beth spaziale se ne va, Rick chiude a chiave il vino venusiano in un armadietto invisibile e distrugge il suo telecomando.
- Ascolti USA: telespettatori 552.000[8]

## La famiglia della notte
- Titolo originale: Night Family
- Diretto da: Jacob Hair
- Scritto da: Rob Schrab

### Trama
Rick ottiene un dispositivo alieno chiamato "sonnambulatore" che gli permette di camminare volontariamente nel sonno, creando una "persona notturna" che svolge compiti che non vuole svolgere durante il giorno. Il resto della famiglia crea le proprie "persone notturne" che si esercitano, apprendono nuove abilità e svolgono le faccende domestiche. Alla fine la Summer notturna lascia un messaggio, chiedendo a Rick di sciacquare i piatti prima di andare a dormire, ma Rick ignora deliberatamente la richiesta. L'escalation del conflitto tra gli Smith e la loro "famiglia notturna" sui piatti termina con la Summer notturna e i suoi scagnozzi che bloccano Rick fuori dalla sua stessa tecnologia, costruendo una versione gigante del sonnambulo per mantenere il controllo permanente dei loro corpi e schiavizzando i loro sé diurni. Mentre la famiglia della notte dorme, gli Smith tentano di scappare con l'aiuto del Jerry notturno, con cui Jerry aveva stretto amicizia lasciandogli appunti scritti a mano, e ne segue una battaglia caotica con entrambe le parti che combattono per il controllo, tranquillizzandosi e svegliandosi a vicenda. La Summer notturna offre una tregua in cambio di Rick che lava i suoi piatti. Rick rifiuta e, di conseguenza, Summer permette alla sua persona notturna di riprendere il controllo del suo corpo. Dopo mesi di vita esorbitante, la famiglia notturna è rimasta indigente. Piuttosto che affrontare le conseguenze, Rick notturno distrugge semplicemente il sonnambulatore, riportando Rick e la famiglia alla normalità. Tuttavia la famiglia va fuori di testa quando scopre che la produzione del Choco Taco è stata interrotta.
- Ascolti USA: telespettatori 602.000[9]

## Final DeSmithation
- Titolo originale: Final DeSmithation
- Diretto da: Douglas Einar Olsen
- Scritto da: Heather Anne Campbell

### Trama
Jerry riceve un biscotto della fortuna che dice che è destinato a fare sesso con sua madre. Dopo aver notato come le circostanze sembrano muoversi inesorabilmente verso la suddetta predizione, lui e Rick si infiltrano nella fabbrica di biscotti della fortuna per indagare, mentre Morty, Summer ed entrambe le Beth visitano lo zoo. Rick e Jerry scoprono che i biscotti della fortuna provengono dagli escrementi di un prigioniero alieno che altera il destino chiamato Lockerean, e la predizione di Jerry proveniva dal suo custode imprigionato nel tentativo di attirare l'attenzione. L'amministratore delegato Jennith Padrow-Chunt porta una squadra di guardie armate potenziate dalla fortuna, insieme alla madre di Jerry per assicurarsi che segua il suo destino, finché Rick non dà da mangiare a Jerry un altro biscotto della fortuna che lo annulla. Poiché le persone sono immortali fino a quando le loro fortune non sono soddisfatte, Rick trova un modo per rendere Padrow-Chunt la donna d'affari di maggior successo al mondo (il suo destino), rendendola così vulnerabile, e lei e il custode vengono successivamente mangiati dal Lockerean. Dopo il loro ritorno a casa, viene rivelato che Rick è sopravvissuto mangiando un biscotto che diceva "troverai un nuovo amico", cosa che Jerry realizza accidentalmente, ringraziandolo e chiamandolo amico, con grande dispiacere di Rick.
- Guest star: Heather Anne Campbell (Jennith Padrow-Chunt), James Adomian (Hucksbee), Patricia Lentz (Joyce Smith)
- Ascolti USA: telespettatori 578.000[10]

## JuRicksic Park
- Titolo originale: Juricksic Mort
- Diretto da: Kyounghee Lim
- Scritto da: Nick Rutherford

### Trama
Una specie di dinosauri tecnologicamente avanzata arriva sulla Terra, affermando che è la loro ex casa e viaggiano tra i mondi per diffondere la pace e la tecnologia. I governi del mondo concedono loro il controllo e presto rendono il lavoro obsoleto e creano un'utopia. Molte persone, tuttavia, sono insoddisfatte della mancanza di responsabilità, incluso il Presidente, che promette di lasciare che Rick conduca la cerimonia del Premio Oscar, se riesce a sbarazzarsi dei dinosauri. Rick e Morty visitano gli altri pianeti dei quali i dinosauri si sono presi cura, scoprendo che tutti hanno subito impatti di asteroidi simili a quello che ha causato il cratere di Chicxulub. Rick annuncia che i dinosauri hanno una specie rivale di asteroidi senzienti omicidi, uno dei quali è diretto verso la Terra. Riluttanti a usare la violenza anche per autodifesa, i dinosauri se ne vanno per allontanare l'impattatore. Rick conduce gli Oscar, ma se ne va quando Summer gli dice che i dinosauri sono su Marte in attesa della loro morte. Si reca così su Marte e dice ai dinosauri che l'altruismo e l'egoismo sono la stessa cosa, spingendoli a distruggere l'asteroide. In ringraziamento a Rick che li ha "salvati", i dinosauri riparano la spaccatura temporale, con suo grande sgomento. Rick torna a casa e ripara la sua sparaporte, dicendo con entusiasmo a Morty che le loro avventure interdimensionali possono riprendere. Dopo i titoli di coda i dinosauri si stabiliscono su un pianeta disabitato e trascorrono il loro tempo facendo acrobazie sullo skateboard.
- Guest star: Lisa Kudrow (tirannosauro), Jason Mraz (brachiosauro), Dan Harmon (triceratopo)
- Ascolti USA: telespettatori 538.000[11]

## Full Meta Jackrick
- Titolo originale: Full Meta Jackrick
- Diretto da: Lucas Gray
- Scritto da: Alex Rubens

### Trama
Dopo essersi avventurati oltre la quarta parete nel metaverso in cui esistono tutti i personaggi immaginari, Rick e Morty cadono in una trappola tesa da Story Lord da La Morty-a infinita. Story Lord ruba il dispositivo di Rick che gli permette di viaggiare nel mondo reale e cercare il suo creatore, Jan. Nel frattempo Rick e Morty, cercando un modo per tornare nel mondo reale, si infiltrano nella fortezza dei "Sei autoreferenziali", un gruppo di "meta nerd" che hanno tutti poteri di distorsione della realtà basati su tecniche e dispositivi narrativi (come colpi di scena ed errori di continuità), ma vengono attaccati dal gruppo e costretti a fuggire di nuovo nel meta. Vengono salvati da Joseph Campbell, che li assiste nella creazione di un dispositivo per tornare nel mondo reale ad affrontare Story Lord. Jan e Story Lord hanno creato una macchina in grado di sottrarre motivazione agli abitanti dell'universo per alimentare quella di Story Lord. Morty, con l'assistenza di uno spettrale Campbell, convince Jan a smettere di far funzionare la macchina, depotenziando Story Lord e permettendo a Rick di sconfiggerlo. Su suggerimento di Morty e Campbell, Jan uccide Story Lord. Dopo che Rick e Morty se ne sono andati, viene ispirato a continuare a scrivere, con grande sgomento dello spettrale Campbell. Dopo i titoli di coda un'enorme e allegra creatura chiamata Tag-Man combatte diversi alieni, agenti di polizia, soldati e uomini d'affari mentre urla di sè.
- Guest star: Paul Giamatti (Story Lord), Christopher Meloni (Gesù Cristo)
- Ascolti USA: telespettatori 510.000[12]

## Terapia e pipì
- Titolo originale: Analyze Piss
- Diretto da: Fill Marc Sagadraca
- Scritto da: James Siciliano

### Trama
Stanco degli attacchi dei supercriminali, Rick chiede consiglio alla dottoressa Wong. Lei gli consiglia di ignorarli. Un cattivo di nome Pipìmaster spinge Rick a combatterlo, cosa che Jerry fa al suo posto quando Pipìmaster fa un'osservazione sessuale su Summer. L'incidente diventa virale e Jerry viene invitato a sedere in un consiglio di supereroi intergalattici, con grande gelosia di Rick, fino a quando il dottor Wong non fa notare che Rick è ora libero da oneri. Rick all'inizio è felice finché non scopre che Pipìmaster si è suicidato, avendo lasciato un biglietto in cui incolpava Jerry. Rick indossa l'abito di Pipìmaster e compie molte azioni eroiche, riscattando l'immagine pubblica del cattivo. Il consiglio manda Jerry a offrire a Pipìmaster un posto tra loro, cosa che Jerry tenta con riluttanza e con forza di fare mentre Rick disarma una bomba sacrificando la tuta di Pipìmaster per coprire il suo suicidio con una morte eroica. Il consiglio licenzia Jerry per la sua arroganza. Rick mente dicendo di essere sempre stato Pipìmaster per far sentire meglio Jerry con se stesso, ma consegna a Morty il vero biglietto d'addio di Pipìmaster. Inorridito, Morty lo dice prontamente a tutta la famiglia, che rimprovera Rick per le sue azioni e fa vergognare Jerry per la morte di Pipìmaster.
- Guest star: Dan Harmon (Mr. Nimbus), Susan Sarandon (dottoressa Wong), Diedrich Bader (Blagnar), Will Forte (Pipìmaster), John Early (Biscotto Magneto)
- Ascolti USA: telespettatori 531.000[13]

## Un Rick alla corte di re Mortù
- Titolo originale: A Rick in King Mortur's Mort
- Diretto da: Jacob Hair
- Scritto da: Anne Lane

### Trama
Mentre aspetta in fila per il cibo, un Cavaliere del Sole offre a Morty il titolo di cavaliere. Ignorando gli avvertimenti di Rick e definendolo "palloso", Morty va sul Sole, dove gli viene detto che deve recidere il suo pene per unirsi ai Cavalieri. Morty rifiuta e tenta di andarsene; contrastato dal Re del Sole, sconfigge il re in combattimento e diventa re lui stesso. Poi espone la sua visione del mondo ai Cavalieri, definendo la loro come imperfetta e li convince a sciogliersi. Senza l'influenza dei Cavalieri, un vertice di pace tra i capi dei pianeti fallisce e scoppia una guerra. Morty ritrova i Cavalieri del Sole, diventati dipendenti dall'eroina, e li ispira a riprendere i loro doveri, promettendo loro che si taglierà il pene, dato che Rick gliene ha costruito un falso. La guerra finisce e tutti i pianeti accettano Morty come re, ma hanno installato varie macchine per smascherare il suo pene finto, costringendo Rick e Morty a fingere la loro morte. Con questo i Cavalieri mettono fine alla loro tradizione del taglio del pene. Dopo i titoli di coda il venditore di hotdog, da cui Rick ha comprato il cibo all'inizio dell'episodio, viene arrestato per traffico illegale di hot dog e gli hot dog alieni vengono rilasciati in libertà. Il detective alieno viene quindi rapito da una creatura volante.
- Guest star: Jack Black (Visconte di Venere), Daniel Radcliffe, Matt King, David Mitchell e Robert Webb (Cavalieri del Sole)
- Ascolti USA: telespettatori 531.000[14]

## Un Natale Ricksplosivo
- Titolo originale: Ricktional Mortpoon's Rickmas Mortcation
- Diretto da: Kyounghee Lim
- Scritto da: Scott Marder

### Trama
Per Natale, Rick regala a Morty una spada laser di Star Wars funzionante, che quest'ultimo fa cadere accidentalmente perfettamente in verticale. Questo le fa scavare un tunnel nella Terra, minacciando di distruggere il pianeta se raggiunge il suo nucleo. Morty scopre che Rick si è sostituito con un robot dopo che questi lo aveva definito "palloso" in Un Rick alla corte di re Mortù, mentre il vero Rick è impegnato con la sua ricerca di Rick Primo. Durante la loro ricerca, Morty viene aiutato dal Presidente, che poi ruba la spada. Il Presidente fa cadere accidentalmente la spada laser nello stesso modo, costringendo Morty e Rickbot a recuperarla. Nel successivo confronto con il Presidente alla Casa Bianca (che il Presidente ha lanciato nello spazio per fuggire), Rickbot viene ferito mortalmente e i tre vengono risucchiati nello spazio, ma Rick li salva con un portale. Rickbot soccombe alle sue ferite e racconta che lui stava solo facendo ciò che Rick avrebbe fatto al suo posto. Mentre il Presidente si congeda, Morty si unisce a Rick nel suo laboratorio sotterraneo, offrendosi di aiutarlo a localizzare Rick Primo, spingendo Rick a monologare sui loro imminenti e ardui sforzi per rintracciarlo durante la settima stagione. Dopo i titoli di coda, Buchetto per Popò, passato al bodybuilding per dimenticare la sua ex moglie Amy, si rompe una gamba tentando uno squat pesante e telefona ad Amy per chiederle aiuto.
- Ascolti USA: telespettatori 493.000[15]